# Yahya de Antioquía

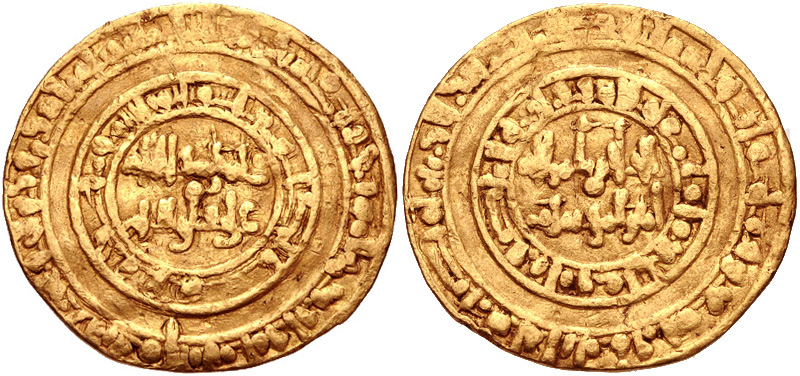
Dinar de ouro do califa fatímida Aláqueme Bimar Alá

Yahya de Antioquía (muerto circa 1066), cuyo nombre completo en lengua árabe era Yahya ibn Sa'id al-Antaki يحيى بن سعيد الأنطاكي, fue un médico e historiador árabe cristiano melquita del siglo XI.

## Biografía
Nacido en el Egipto fatimí, era familiar del patriarca melquita de Alejandría, Eutiquio, pero no era su hijo, como se ha dicho a veces. Prosperó como médico, pero los pogromos contra los cristianos del califa al-Hákim bi-Amrillah le forzaron a huir a Antioquía, en manos bizantinas.
Su principal aportación es la continuación de la Historia de Eutiquio, que se extiende desde 938 a 1034. Sobre la base de una pequeña variedad de fuentes, su historia se ocupa de los acontecimientos en el Imperio bizantino y Egipto, además de Bulgaria y la Rus de Kiev. Su relato es único como uno de los pocas fuentes sobre eventos en las tierras de Bizancio, particularmente por su perspectiva árabe. Durante su vida en Antioquía también escribió obras en defensa del cristianismo y refutaciones del islam y el judaísmo.
Su Historia fue publicada, editada y traducida al francés en 1928, en el volumen 18 de la Patrologia Orientalis, y al inglés (The Byzantine-Arab Chronicle (938-1034) of Yahya b. Sa’id Al-Antaki) como la tesis doctoral de John Harper Forsyth, en 1977.